# Coccobius longialatus
Coccobius longialatus är en stekelart som beskrevs av Huang 1994. Coccobius longialatus ingår i släktet Coccobius och familjen växtlussteklar. Inga underarter finns listade i Catalogue of Life.